# Вишки (станция)
Ви́шки (латыш. Višķi) — железнодорожная станция на линии Резекне — Даугавпилс, ранее являвшейся частью Петербургско-Варшавской железной дороги, открыта 8 (20) ноября 1860 года при открытии участка Остров—Динабург, длина 191 верста, называется Вишки по селению Вишки находящемуся неподалёку. Сейчас к станции примыкает посёлок Шпоги, есть одноэтажный вокзал, на станции осуществляется грузовая работа в небольшом объёме. Пассажирское пригородное движение прекратилось с конца 90-годов XX века, до недавних пор через станцию проходил один международный поезд Вильнюс—Санкт-Петербург, Санкт-Петербург—Вильнюс без остановки. За станцией железнодорожный мост через реку Дубна. Мимо станции проходит старое шоссе Санкт-Петербург—Динабург (Даугавпилс). Сейчас станция находится в Вишкской волости Аугшдаугавского края.

## История
При открытии станция носила название Дубно, в 1894 году стала называться Вышки. На короткое время в 1918 году вновь упоминается как Дубно, но с 1919 года во всех официальных документах снова указано Вишки.
В годы Первой мировой войны от станции для обеспечения снабжения действующей армии была проложена дополнительная ветка к станции Ницгале железной дороги Рига — Даугавпилс, которая за ненадобностью была разобрана в послевоенное время.
Имеется альбом фотографий «Виды Петербурго-Варшавской железной дороги» за 1898 год, там есть фото станции Вишки. В поле недалеко от станции 29 января/11 февраля 1916 года Император Николай II провёл смотр войск Северного фронта, царский поезд стоял на станции Вишки.